# スプリング・グローブ霊園
スプリング・グローブ霊園（スプリング・グローブれいえん、英: Spring Grove Cemetery）または、
スプリング・グローブ墓地と樹木園（英: Spring Grove Cemetery and Arboretum）とは、オハイオ州、シンシナティに所在する非営利団体の運営する田園墓地および樹木園である。その敷地面積733エーカー (2.97 km2)は、カルバートン国立墓地、エイブラハム・リンカーン国立墓地に次ぐアメリカで3番目の広さである。2007年にアメリカ合衆国国定歴史建造物に指定された。

## 概要
スプリング・グローブ霊園は、シンシナティ園芸協会が、パリのペール・ラシェーズ墓地、マサチューセッツ州ケンブリッジのマウント・オーバーン墓地などの同時期に造られた田園墓地からインスピレーションを受け、1844年に墓地運営を目的とする新たな協会を結成したことに始まり、数多の泉（Spring）と樹木（grove）を示すスプリング・グローブ（Spring Grove）の名称となった。1844年12月1日、サーモン・チェイスが中心となり基本定款を作成。墓地の設計はハワード・ダニエルズが行った。墓地は1845年1月21日に正式に認可され、同年9月1日に初の埋葬が行われた。
1855年、著名なランドスケープ・アーキテクトである Adolph Strauch（en:Adolph Strauch）に景観の改良を依頼。Strauch は個別の柵やモニュメントの高さを制限することで、より広々とした景観を作り出した。この改良により、フレデリック・ロー・オルムステッドやフランスのエドゥアール・アンドレといった著名なランドスケープ・アーキテクトをはじめとして、アメリカ国内外からの称賛を受けることとなった。2007年3月19日、アメリカ合衆国国定歴史建造物に指定された。
2013年10月23日、亡くなったアメリカ陸軍のキンバリー・ウォーカー伍長の墓と、その姉妹の生前募として設置されたスポンジ・ボブの墓石2基が撤去された。ウォーカーの家族は抗議したが、霊園側は設置を認めた従業員の判断が誤っており再設置は認められないと主張し騒動となった。2014年2月、通行人から見えないよう花崗岩の大きな板を配置することで両者が合意し、墓石は再設置された。

## 著名人の埋葬
- サーモン・チェイス - アメリカ合衆国最高裁判所長官[15]
- リーヴァイ・コッフィン - クエーカー、奴隷廃止論者[16]
- ジョセフ・ベンソン・フォラカー - オハイオ州知事、上院議員
- ジョセフ・フッカー - チャンセラーズヴィルの戦いでのポトマック軍指揮官[15]
- ウェイト・ホイト - メジャーリーグの殿堂入り投手[17]
- ミラー・ハギンス - ベーブ・ルース時代のニューヨーク・ヤンキースを率いた殿堂入り監督[17]
- ジョン・マクレーン - アメリカ合衆国連邦最高裁判所陪席判事
- ウィリアム・プロクター - プロクター・アンド・ギャンブル共同創業者[18]
- ヘンリー・スタンベリー - アメリカ合衆国司法長官
- アルフォンソ・タフト - 政治家、ウィリアム・タフト第27代アメリカ合衆国大統領の父